# Bschießer
Le Bschießer (ou B’schießer,, ou Bscheißer en tyrolien) est une montagne culminant à 1 998 ou 2 000 m, d'altitude dans les Alpes d'Allgäu, sur la frontière entre l'Allemagne et l'Autriche.

## Toponymie
En raison de son emplacement sur la frontière germano-autrichienne, la montagne est mentionnée pour la première fois en 1561 sous le nom de Scheißer in Spiz. En 1803, elle porte le nom de Scheißer Kopf. Le nom de Bscheißer apparaît en 1819 sur les relevés bavarois. D'autres montagnes portent des noms ressemblants comme le Schüsser (de) ou le Fürschießer. Elles doivent leur nom aux avalanches ou éboulis « descendant en piqué » (herabschießenden) qui s'y produisent.

## Géographie
La montagne se trouve dans le chaînon de Rauhhorn, au sud-est de l'Iseler et au nord-ouest du Ponten. La proéminence du Bschießer est d'au moins 100 mètres, son isolation topographique de 600 m, toujours avec le Ponten.

## Ascension
Des sentiers balisés de randonnée mènent au sommet du Bschießer. La paroi de la face sud abrite une voie d'escalade (difficulté : 4), souvent associée à une randonnée à skis.